# Кумаккаси
Кумакка́си (рос. Кумаккасы, чув. Кăмаккасси) — присілок у Чувашії Російської Федерації, у складі Старотіньгеського сільського поселення Ядринського району.
Населення — 96 осіб (2010; 125 в 2002, 231 в 1979, 393 в 1939, 375 в 1926, 313 в 1897, 182 в 1858). Національний склад — чуваші та росіяни.

## Історія
Історична назва — Кумакас. Засновано 18 століття як виселок села Шуматово (Совєтське). До 1866 року селяни мали статус державних, займались землеробством, тваринництвом. У кінці 19 століття діяв водяний млин, працювали різні майстерні. 1929 року утворено колгосп «Конюшина». До 1927 року присілок входив до складу Шуматовської волості Ядринського повіту, з переходом на райони 1927 року — спочатку у складі Ядринського, у період 1939–1956 років — у складі Совєтського, після чого повернуто назад до складу Ядринського району.

## Господарство
У присілку працює магазин.